# Jakob Berlinger
Jakob Berlinger (* 29. April 1866 in Braunsbach; † 17. Januar 1945 in Bnei Berak, Palästina) war ein deutscher Rabbiner. Der Dr.-Jakob-Berlinger-Weg (Lage) in Schwäbisch Hall wurde nach ihm benannt.

## Leben

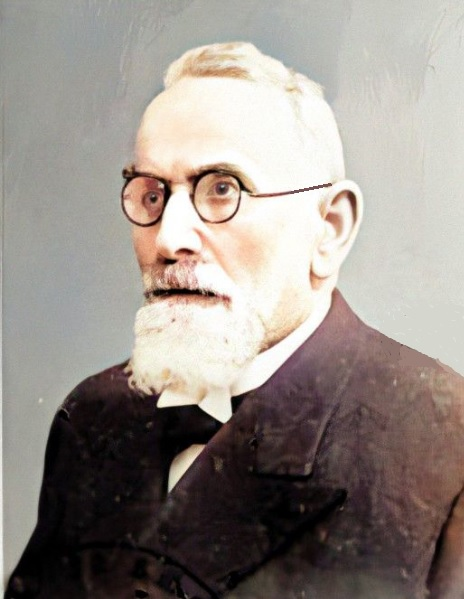
Rabbiner Jakob Berlinger

Jakob Berlinger wurde als Sohn der Eheleute Menachem-Menco und Fanny Berlinger, gebürtige Igersheim geboren. Sein Großvater war Rabbiner Naftali Hirsch Berlinger (1798–1874), Rabbiner von Berlichingen. Sein Lehrer war Michael Cahn, der Rabbiner in Fulda war. Zudem besuchte er das Rabbinerseminar zu Berlin, wo er von 1891 bis 1894 Schüler von Esriel Hildesheimer war. Am 26. Juni 1895 absolvierte er seine erste württembergische Dienstprüfung in Tübingen. Am Rabbinat Braunsbach war er vom 24. Juli 1895 bis 1900 als Rabbinatsgehilfe bei seinem Vater tätig. Im Juli 1897 absolvierte er seine zweite Dienstprüfung vor der Stuttgarter Israelitischen Oberkirchenbehörde. Im selben Jahr promovierte er an der Universität Bern mit einer Arbeit über Die Peschitta zum 1. (3.) Buch der Könige und ihr Verhältnis zu MT., LXX und Trg.
Ab 1900 war er als Rabbiner in Braunsbach tätig; 1913 verlegte das Rabbinat Braunsbach seinen Sitz nach Schwäbisch Hall. 1934 wurde Jakob Berlinger pensioniert.
Berlinger war Vorstandsmitglied im „Verein Württembergischer Rabbiner“ und der „Vereinigung der traditionell-gesetzestreuen Rabbiner Deutschlands“. Weiter war er Mitglied im hebräischen Literaturverein „Mekize Nirdamim“ sowie der Stuttgart-Loge. Er wurde 1918 mit dem Wilhelmskreuz ausgezeichnet.
Jakob Berlinger war mit Rifka Herz (1880–1946) verheiratet, die als Tochter des Geschäftsmannes Heinrich Herz und seiner Frau Lea (Schwäbisch Hall) geboren wurde. Sie wohnten in Schwäbisch Hall in der Oberen Herrngasse 1; das Haus stammte aus dem Besitz der Familie Herz. Ab 1925 lebte die 1908 geborene Helene Roberg aus Berlichingen als Haushaltshilfe bei dem kinderlosen Ehepaar. 1938 wurde die Wohnung der Familie demoliert. Berlingers Bibliothek wurde auf dem Marktplatz verbrannt. Er wanderte 1939 zusammen mit seiner Frau nach Palästina aus. An Helene Roberg, die nach Holland auswanderte und später nach Sobibor deportiert wurde, erinnert ein Stolperstein vor dem Haus in Schwäbisch Hall.
Der Dr.-Jakob-Berlinger-Weg in Schwäbisch Hall ist nach ihm benannt.